# Chrysobothris iris
Chrysobothris iris är en skalbaggsart som beskrevs av Van Dyke 1937. Chrysobothris iris ingår i släktet Chrysobothris och familjen praktbaggar. Inga underarter finns listade i Catalogue of Life.